# Colibrí calçat d'Isabella
El colibrí calçat d'Isabella (Eriocnemis isabellae) és una espècie d'ocell de la família dels troquílids (Trochilidae) que habita el sud-oest de Colòmbia.